# Ramos (Tarlac)
Ramos is een gemeente in de Filipijnse provincie Tarlac op het eiland Luzon. Bij de laatste census in 2007 had de gemeente bijna 20 duizend inwoners.

## Geografie

### Bestuurlijke indeling
Ramos is onderverdeeld in de volgende 9 barangays:
| - Coral-Iloco - Guiteb - Pance - Poblacion Center - Poblacion North - Poblacion South - San Juan - San Raymundo - Toledo |

## Demografie
Ramos had bij de census van 2007 een inwoneraantal van 19.646 mensen. Dit zijn 2.757 mensen (16,3%) meer dan bij de vorige census van 2000. De gemiddelde jaarlijkse groei komt daarmee uit op 2,11%, hetgeen hoger is dan het landelijk jaarlijks gemiddelde over deze periode (2,04%). Vergeleken met de census van 1995 is het aantal mensen met 4.170 (26,9%) toegenomen.

De bevolkingsdichtheid van Ramos was ten tijde van de laatste census, met 19.646 inwoners op 24,4 km², 634,3 mensen per km².